# Основно училище „Акад. Даки Йорданов“ (Омуртаг)
Основно училище „Акад. Даки Йорданов“ е основно училище в град Омуртаг, община Омуртаг, разположено на адрес: ул. „Пирин“ №12. То носи името на българския учен Даки Йорданов. Директор на училището е Теодора Витова.
През учебната 2021/2022 г. в училището работят 21 учители, и се обучават 215 ученици от пети до седми клас, разпределени в 9 паралелки (V клас – 3 паралелки, VІ клас – 3 паралелки, VІІ клас – 3 паралелки) и 7 групи ГЦОУД (172 ученици). То е средищно – в него се обучават всички деца от града и от четиринадесет съседни села (Горна Хубавка, Долна Хубавка, Панайот Хитово, Горско село, Змейно, Великденче, Козма презвитер, Горно Козарево, Долно Козарево, Красноселци, Обител, Чернокапци, Илийно, Паничино).

## История
Сградата на училището е завършена през 1981 г. По проект тя е трябвало да има още едно крило, но поради свлачища, то е съкратено. Въпреки това и в този си вид тя е просторна, функционална и внушителна.
По предложение на господин Иван Иванов – тогавашен секретар на Общинския комитет на БКП, за патрон на училището е избран видният учен роден в Омуртаг – академик Даки Йорданов, който има огромен принос за развитието на науката в областта на ботаниката.
Училището е открито тържествено на 15 септември 1981 г. На 5 юни 1982 г. излиза решение № 40 на Окръжния народен съвет – град Търговище за именуване на училището – ІІ ЕСПУ „Акад. Даки Йорданов“. На 15 септември 1993 г. със Заповед на МОНК ІІ СОУ „Акад. Даки Йорданов“ се преобразува в Прогимназия „Акад. Даки Йорданов“.
От учебната 1997/1998 г. в Прогимназия „Акад. Даки Йорданов“ се обучават и деца от съседните села: Козма презвитер, Великденче, Горско село, Змейно, Горна Хубавка, Долна Хубавка и Панайот Хитово.
По време на 25-годишния юбилей на прогимназията, училищното знаме е осветено, а послание за бъдещите поколения е заровено в градинката пред главния вход. През учебната 2008/2009 г. в прогимназията се обучават и деца от селата: Красноселци, Горно Козарево и Долно Козарево.